# Una famiglia decaduta
Una famiglia decaduta (in russo Захудалый род?, Zahudalyj rod) è un romanzo di Nikolaj Semënovič Leskov pubblicato dapprima nei numeri 7, 8 e 10 del 1874 della rivista Russkij vestnik, e in volume nel 1875. Assieme ai romanzi "Tempi antichi nel villaggio di Plodomasovo" (in russo Старые годы в селе Плодомасове?, Starye gody v sele Plodomasove) del 1869 e "I preti della cattedrale" (in russo Соборяне?, Soborâne) del 1872, compone la trilogia delle "Cronache di Stargorod".

## Trama
Protagonista del romanzo è la principessa Varvara Nikanorovna Protozanova. Nata da genitori modesti della piccola nobiltà  di cognome Čestunov, viene accolta all'età di cinque anni dalla ricca famiglia principesca dei Protozanov di cui sposerà, all'età di vent'anni, il coraggioso e sfortunato erede Lev Jakovlevič. Dal matrimonio nascono tre figli. Lev muore nel 1812 combattendo contro Napoleone Bonaparte, e la giovane vedova diventa la capofamiglia, dedita con semplicità, intelligenza e generosità all'educazione dei tre figli, all'amministrazione della vasta proprietà e al benessere dei suoi contadini. Accoglie in famiglia Ol'ga Fedotovna, già nutrice dei suoi figli, e uno strano cavaliere errante, Dorimedont Rogožin-Don Chisciotte. Contrastano con Varvara la bigotta e avara contessa Antonida Petrovna Chotetov, e soprattutto l'arrivista conte Funkendorf che, dopo aver chiesto in moglie Varvara e averne ottenuto un rifiuto, chiede la mano di Anastasja, la figlia di Varvara studentessa nell'Istituto per le ragazze dell'alta nobiltà di Pietroburgo; quest'ultima, nonostante la differenza d'età, accetta la proposta di Funkendorf. Varvara non si riconosce nella società del suo tempo in cui dominano gli arrivisti, i "nuovi nobili" e i nullafacenti. Dopo aver donato le sue proprietà ai contadini, resi inoltre liberi, Varvara si ridurrà a vivere in campagna, ospite dei suoi figli.
Walter Benjamin in un suo lungo saggio, a proposito del romanzo di Leskov, conclude: "Capita sempre più di rado d'incontrare persone che sappiano raccontare qualcosa come si deve".

## Edizioni
- Н. С. Лесков, «Захудалый род, Семейная хроника князей Протозановых (Из записок княжны В. Д. П.)». In: Лесков Н.С. Собрание сочинений в 12 т. -- М., Правда, 1989; Том 6, с. 3-190. (N. S. Leskov, «Una famiglia decaduta, Cronaca della famiglia dei principi Protozanov (Dagli appunti di principessa V. D. P.)». In: Raccolta delle opere N. S. Leskov in 12 volumi, Edizioni Pravda, 1989, Vol. VI, pp. 3–190)
- Nicola Ljeskov, Una famiglia decaduta: romanzo; traduzione di Dante Di Sarra e Leo Longanesi, Coll. La gaja scienza n. 1, Roma; Milano: Longanesi & C., 1946
- Nicola Ljeskov, Il meglio di Nicola Ljeskov; traduzione di Dante Di Sarra e Leo Longanesi, Coll. Il meglio n. 2, Milano: Longanesi & C., 1953 (Contiene: Racconti e Una famiglia decaduta)
- Nicola Ljeskov, Una famiglia decaduta: romanzo; traduzione di Dante Di Sarra e Leo Longanesi, Coll. I libri pocket n. 101 n. 1, Roma; Milano: Longanesi & C., 1965
- Nikolaj S. Leskov, Una famiglia decaduta; traduzione di Flavia Sigona; a cura di Flavia Sigona; introduzione di Mauro Martini, Coll. Le porte n. 18, Roma: Fazi, 1996, ISBN 88-8112-018-6